# Miltex
Miltex var ett terminalbaserat textöverföringssystem, med möjlighet till krypterad överföring, använt av Försvarsmakten i Sverige. Utvecklingen startade runt 1976 och införandet var genomfört kring 1985 . Miltex ersatte i huvudsak det gamla fjärrskriftsnätet. Namnet Miltex var en förkortning för "Militär Textöverföring". Utrustningen togs stegvis ur drift i perioden 1998-2001 och ersattes i huvudsak med okrypterad och krypterad fax samt efter hand e-mail.

## Utrustningen
En Miltexutrustning bestod av:
- 1-2 Dataterminalskärmar (DTE A och DTE B) med terminaltangentbord
- 1 Kryptoapparat (Kryapp 110) som nyttjade hålkort för inläsning av kryptonycklar
- 1 Skrivare (DTE C)
- 1 Databehandlingsenhet (DCE)

Miltex fanns i två utförande:
Fältvarianten var byggd för fältmässiga förhållanden med en kraftigare väderskyddad DCE. 
I kontorsvarianten, som inte var väderskyddad i någon högre utsträckning ingick istället en hurts i vilken kryptoapparat och DCE kunde placeras. 

## Systemuppbyggnad
Systemet kunde hantera båda klartext och krypterade textmeddelanden. Meddelanden kunde dels inkomma på meddelandeblankett, men Miltex kunde även utföra en direkt punkt-till-punkt förbindelse för realtids textdialog med mottagaren. Miltex dialog kunde liknas vid det som i samband med Internets genomslag kom att kallas "chat". Miltex hade ingen förmåga att hantera bilder.
Ett meddelande i Miltex kunde gruppsändas till flera mottagare med hjälp av Meddelandeförmedlingscentraler (MFC) som fanns utspridda i landet, men uppringd sändning punkt-till-punkt var också möjligt. MFC mellanlagrade meddelandet och skickade vidare till respektive mottagare. Adresseringsformen som nyttjades var av typen FAK (Fast Anropssignal typ K).
Ett meddelande i Miltex kunde prioritetssättas så att ett brådskande meddelande kunde få företräde i förmedlingen.
Utöver stabsmeddelanden hanterade även Miltex sändning av väderobservationsdata och AFTN-meddelanden (Aeronautical Fixed Telecommunication Network) för flygtrafikledningen.